# Special Direct System

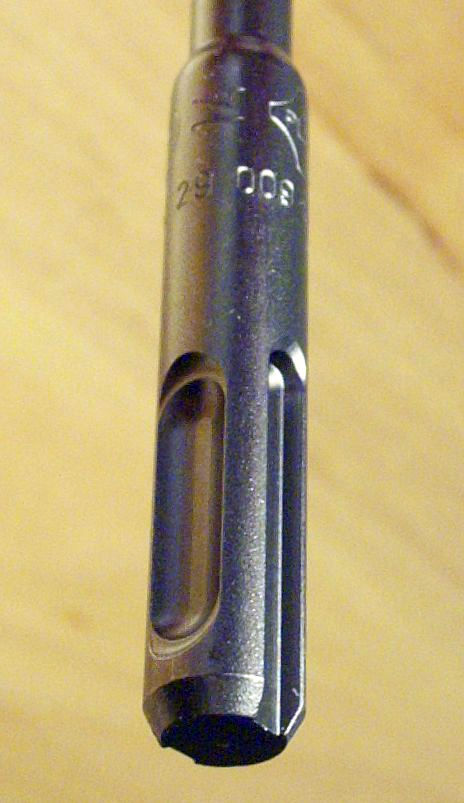
Uiteinde van een SDS-boor.

Special Direct System (SDS) is een aanduiding van een type boorschachtsysteem voor het slaan en roteren van elektrisch gereedschap zoals boren en boorhamers. In dit inbrengsysteem is de booras voorzien van speciale groeven, die zorgen voor een betere krachtoverbrenging. In tegenstelling tot andere inbrengsystemen, maakt de SDS-boorschacht het mogelijk om zonder gereedschap te wisselen van boren en beitels.
De afkorting SDS heeft verschillende betekenissen. Oorspronkelijk werd het systeem door Bosch onder de naam Steck-Dreh-Sitz ontwikkeld en later onder de naam Spannen durch System ontwikkeld. Tegenwoordig gebruikt Bosch de term Special Direct System op internationaal niveau.
Met de verspreiding van elektrische boormachines en boorhamers in de jaren 60 ontwikkelden fabrikanten verschillende, onderling onverenigbare boorschachtsystemen en gereedschapshouders. In 1967 introduceerde Hilti bijvoorbeeld een inbrengsysteem van 10 mm voor lichte machines, de Hilti-TE-houder. In 1975 ontwikkelde Robert Bosch het "SDS-plus" -invoersysteem met een uniforme schachtdiameter van 10 mm. Een voordeel van deze ontwikkeling dat de SDS-plus-boor ook past in de TE-C-machines van Hilti.